# 11e cérémonie des Irish Film and Television Awards
La 11e cérémonie des Irish Film and Television Awards (IFTA), organisée par l'Irish Film and Television Academy, a eu lieu le 5 avril 2014 et a récompensé les meilleurs films et programmes de télévision de l'année précédente. Les nominations ont été annoncées le 27 février 2014.

## Palmarès

### Cinéma

#### Meilleur film
- Calvary
  - Byzantium
  - Run & Jump
  - The Sea
  - The Stag

#### Meilleur réalisateur
- Neil Jordan pour Byzantium
  - John Butler pour The Stag
  - John Michael McDonagh pour Calvary
  - Ruairi Robinson pour The Last Days on Mars

#### Meilleur acteur
- Brendan Gleeson pour le rôle du Père James dans Calvary
  - Domhnall Gleeson pour le rôle de Tim dans Il était temps (About Time)
  - Ciarán Hinds pour le rôle de Max Morden dans The Sea
  - Andrew Scott pour le rôle de Davin dans The Stag

#### Meilleure actrice
- Saoirse Ronan pour le rôle d'Eleanor Webb dans Byzantium
  - Antonia Campbell-Hughes pour le rôle de Natascha Kampusch dans 3096
  - Jane McGrath pour le rôle d'Alice Watters dans Black Ice
  - Kelly Thornton pour le rôle d'Emma dans Life's A Breeze

#### Meilleur acteur dans un second rôle
- Michael Fassbender pour le rôle d'Edwin Epps dans Twelve Years a Slave
  - Colin Farrell pour le rôle de Travers Robert Goff dans Dans l'ombre de Mary (Saving Mr Banks)
  - Edward MacLiam pour le rôle de Conor dans Run & Jump
  - Peter McDonald pour le rôle de The Machine dans The Stag

#### Meilleure actrice dans un second rôle
- Sinead Cusack pour le rôle d'Anna Morden dans The Sea
  - Fionnula Flanagan pour le rôle de Nan dans Life's A Breeze
  - Amy Huberman pour le rôle de Ruth dans The Stag
  - Orla O'Rourke pour le rôle de Veronica dans Calvary

#### Meilleur scénario
- Calvary – John Michael McDonagh
  - The Sea – John Banville
  - Run & Jump – Ailbhe Keogan
  - The Stag – John Butler et Peter McDonald

#### Meilleur film documentaire (George Morrison feature documentary)
- The Summit – Image Now Films
  - Broken Song – Zucca Films
  - Here Was Cuba – Crossing the Line Films
  - Natan – Screenworks

#### Meilleur court métrage
- The Last Days of Peter Bergman – Fastnet Films
  - The Missing Scarf – Belly Creative
  - Rubaí – Magamedia
  - SLR – Stigma Films

#### Meilleur film d'animation
(Pas encore annoncé)

#### Meilleur film international
- Philomena •  États-Unis /  Royaume-Uni /  France
  - Twelve Years a Slave •  États-Unis /  Royaume-Uni
  - Gravity •  États-Unis /  Royaume-Uni
  - Le Loup de Wall Street (The Wolf of Wall Street) •  États-Unis

#### Meilleur acteur international
- Chiwetel Ejiofor pour le rôle de Solomon Northup dans Twelve Years a Slave
  - Leonardo DiCaprio pour le rôle de Jordan Belfort dans Le Loup de Wall Street (The Wolf of Wall Street)
  - Michael Douglas pour le rôle de Wladziu Valentino Liberace dans Ma vie avec Liberace (Behind The Candelabra)
  - Matthew McConaughey pour le rôle de Ron Woodroof dans Dallas Buyers Club

#### Meilleure actrice internationale
- Judi Dench pour le rôle de Philomena Lee dans Philomena
  - Amy Adams pour le rôle de Sydney Prosser dans American Bluff (American Hustle)
  - Cate Blanchett pour le rôle de Jasmine dans Blue Jasmine
  - Sandra Bullock pour le rôle du Dr Ryan Stone dans Gravity